# Elecciones al Parlamento Vasco de 2020
Las elecciones al Parlamento Vasco de 2020 se celebraron el 12 de julio de 2020, para elegir a los 75 diputados de la XII legislatura del País Vasco. Ese mismo día se celebraron también elecciones al Parlamento de Galicia.
Las elecciones fueron convocadas inicialmente para el 5 de abril de 2020. Sin embargo, a causa de la crisis sanitaria generada por la pandemia por coronavirus, y el estado de alarma y la cuarentena nacional decretadas por el gobierno de España, se determinó que no se podía garantizar que las elecciones pudieran celebrarse con las debidas garantías. El 16 de marzo de 2020, el lendakari Iñigo Urkullu llegó a un acuerdo con los partidos políticos del País Vasco para posponer la celebración de las elecciones. Finalmente las elecciones se celebraron el 12 de julio de 2020.

## Antecedentes

### Elecciones al Parlamento Vasco de 2016
El entonces lendakari, Iñigo Urkullu, anunció que las elecciones se adelantarían para el día 25 de septiembre de 2016. En ellas resultó vencedor el Partido Nacionalista Vasco tras obtener 28 escaños, seguido por EH Bildu, con 18; el nuevo partido Elkarrekin Podemos, con 11; el PSE-EE, con 9; y el PP, que consiguió 9 escaños. El 24 de noviembre el Parlamento Vasco reeligió lehendakari, en segunda vuelta gracias a los 28 votos del PNV y los 9 votos del PSE-EE, a Iñigo Urkullu quien como en 2012 juró su cargo en la Casa de Juntas de Guernica dos días después.
| Grupo Parlamentario | Grupo Parlamentario                    | Integrantes                                | Escaños |
| ------------------- | -------------------------------------- | ------------------------------------------ | ------- |
|                     | Euzko Abertzaleak-Nacionalistas Vascos | EAJ-PNV                                    | 28      |
|                     | Euskal Herria Bildu                    | EH Bildu                                   | 18      |
|                     | Elkarrekin Podemos                     | Podemos: 8 Ezker Anitza: 2 Equo Berdeak: 1 | 11      |
|                     | Socialistas Vascos-Euskal Sozialistak  | PSE-EE-PSOE                                | 9       |
|                     | Popular Vasco-Euskal Talde Popularra   | PP                                         | 9       |

### Coronavirus
Las elecciones se celebraron en el contexto de la pandemia de COVID-19 en España, que obligó a retrasar la fecha de celebración de las mismas debido al estado de alarma decretado por el Gobierno de España. La pandemia provocó que la votación se llevara a cabo con estrictas medidas de seguridad sanitaria, tales como el uso obligatorio de mascarilla, la distancia de seguridad o evitar entregar físicamente el DNI. Además, el Gobierno Vasco prohibió votar a las personas que hubieran tenido una prueba PCR positiva al virus en los últimos 14 días, por lo que alrededor de 200 personas infectadas no pudieron ejercer su derecho al voto. La Junta Electoral del País Vasco resolvió un recurso de EH Bildu contra la decisión del Gobierno, reiterando que los motivos sanitarios estaban debidamente justificados para impedir votar a los contagiados. Sin embargo, juristas vieron inconstitucional la prohibición, que impidió ejercer un derecho fundamental establecido en el artículo 23 de la Constitución española, prohibición que ni siquiera existe en los estados de alarma, excepción o sitio.

## Elección de la fecha
El mandato del Parlamento Vasco expira cuatro años después de la fecha de su elección anterior, a menos que se disuelva antes. El Decreto electoral se emitirá a más tardar veinticinco días antes de la fecha de expiración del parlamento y se publicará al día siguiente en el Boletín Oficial del País Vasco, y el día de las elecciones tendrá lugar el quincuagésimo cuarto día a partir de la publicación. La elección anterior se celebró el 25 de septiembre de 2016, lo que significa que el mandato de la legislatura expiraría el 25 de septiembre de 2020. El Decreto electoral se publicará a más tardar el 1 de septiembre, y la elección tendrá lugar el día cincuenta y cuatro desde la publicación, se debe fijar la última fecha de elección posible para el Parlamento el domingo 20 de octubre y a más tardar el 25 de octubre.
El Lehendakari tiene la prerrogativa de disolver el Parlamento Vasco en cualquier momento y convocar elecciones anticipadas, siempre que no se esté procesando ninguna moción de confianza. En el caso de que un proceso de investidura no pueda elegir un Lehendakari dentro de un período de sesenta días desde la reelección del Parlamento, este se disolverá y se convocarán nuevas elecciones.
El 4 de febrero de 2020 se reveló que Iñigo Urkullu estaba considerando celebrar elecciones anticipadas a corto plazo, ya que había cumplido los requisitos legales para ello y había planteado dicha hipótesis en una reunión de su gabinete, valorando el 5 de abril como fecha más probable. Al parecer, la decisión del 29 de enero del presidente catalán Quim Torra de anunciar elecciones catalanas anticipadas, que se celebrarían en algún momento a lo largo de 2020, había generado preocupaciones en el gobierno de Urkullu ya que el PNV buscaba evitar que las elecciones vascas se celebran simultáneamente para evitar cualquier interferencia del debate político catalán en la campaña vasca. Cuando se le preguntó en una sesión plenaria del parlamento el 7 de febrero sobre si disolvería la cámara en los próximos días, Urkullu se opuso a confirmar o rechazar explícitamente tal hipótesis. Sin embargo, pidió a los partidos de la oposición el compromiso de aprobar la mayor cantidad de leyes posibles "ahora y en el futuro".
Fuentes del gobierno vasco señalaron que para que se celebraran elecciones el 5 de abril el decreto de disolución tendría que publicarse en el BOPV el martes 11 de febrero y que de convocar elecciones anticipadas el anuncio podría retrasarse hasta ese día. Finalmente, el 10 de febrero Urkullu confirmó la fecha de las elecciones para el 5 de abril y la posterior disolución del parlamento al día siguiente.
Sin embargo, la crisis sanitaria derivada de la pandemia de coronavirus en España obligó a declarar la emergencia sanitaria en el País Vasco y posteriormente el gobierno de España declaró el estado de alarma en todo el estado. De esta manera las elecciones fueron pospuestas hasta que se levantara la emergencia sanitaria, tras llegar a un acuerdo con los partidos políticos. Tras una serie de conversaciones con los partidos, Iñigo Urkullu anunció el 18 de mayo que las elecciones se celebrarían el 12 de julio de 2020.

## Candidaturas
A continuación, se muestra una lista de los principales partidos y alianzas electorales que concurren a las elecciones, ordenados de mayor a menor número de escaños en la legislatura previa a la convocatoria de elecciones. Los partidos y alianzas que conforman el gobierno en el momento de las elecciones están sombreados en verde claro, al igual que los candidatos que presentan dichos partidos y alianzas y que tienen una posición relevante en el gabinete.
| Candidatura | Candidatura                                     | Integrantes          | Candidato/a | Candidato/a               | Ideología | Escaños |
| ----------- | ----------------------------------------------- | -------------------- | ----------- | ------------------------- | --- | ------- |
|             | Partido Nacionalista Vasco                      | EAJ-PNV              |             | Iñigo Urkullu (lendakari) | Centro a centroderecha Ver listaNacionalismo vasco Soberanismo Democracia cristiana Foralismo Socioliberalismo       | 28      |
|             | Euskal Herria Bildu                             | EH Bildu             |             | Maddalen Iriarte          | Izquierda Ver listaIzquierda abertzale Independentismo vasco Nacionalismo vasco Socialismo Progresismo               | 18      |
|             | Elkarrekin Podemos                              | Podemos Ezker Anitza |             | Miren Gorrotxategi        | Izquierda Ver listaSocialismo democrático Progresismo Plurinacionalismo Democracia participativa Republicanismo      | 10      |
|             | Partido Socialista de Euskadi-Euskadiko Ezkerra | PSE-EE               |             | Idoia Mendia              | Centroizquierda Ver listaSocialdemocracia Progresismo Europeísmo Federalismo Feminismo                               | 9       |
|             | PP+Cs                                           | PP Ciudadanos        |             | Carlos Iturgaiz           | Centroderecha a derecha Ver listaConservadurismo Liberalismo Democracia cristiana Foralismo Europeísmo               | 9       |
|             | Equo Berdeak                                    | Equo Berdeak         |             | Joserra Becerra           | Centroizquierda a izquierda Ver listaEcología política Ecosocialismo Ecofeminismo Progresismo Federalismo Europeísmo | 1       |

## Campaña
En agosto de 2018, Pilar Zabala, la portavoz de Elkarrekin Podemos, anunció que no se presentaría a la reelección y que abandonaría la política al final de la legislatura. Durante la confección de las listas y la elección de candidato, Equo fue excluido de la coalición debido a su política de alianzas en las elecciones generales de noviembre de 2019, en las que Equo abandonó la coalición Unidas Podemos para concurrir junto a Más País. Sin embargo Equo-Berdeak, la federación vasca de Equo, no participó en las listas ni intervinieron en los actos electorales por decisión de la organización de este territorio, aunque formalmente se mantuvo la coalición.
Respecto al Partido Popular del País Vasco (PP), Alfonso Alonso se postuló, inicialmente, como cabeza de lista y candidato a lehendakari, siendo ratificado el 10 de febrero de 2020. Por otro lado, la negociación del PP nacional con Ciudadanos (Cs) para una coalición electoral fue fuertemente criticada por el PP vasco, afirmando que habían sido apartados y anulados de las conversaciones y reuniones para dicha coalición. Además, el PP vasco y Alfonso Alonso consideraron "inasumibles" las condiciones de las candidaturas, al "no guardar relación con la realidad de cada partido" en el País Vasco, ya que el acuerdo entre Casado y Arrimadas contemplaba un reparto de puestos en las listas que favorecía claramente a Ciudadanos, partido sin representación en el Parlamento Vasco y con una gestora al frente de la sucursal vasca.
Posteriormente, el PP y Cs presentaron su coalición a los medios de comunicación sin mencionar a Alonso como candidato a lehendakari, y se dijo que la confianza del liderazgo del PP en Alonso estaba "completamente rota". El 23 de febrero, el líder del PP, Pablo Casado, forzó la dimisión de Alfonso Alonso al no conseguir imponerle por la fuerza la coalición y proclamó a Carlos Iturgaiz como nuevo cabeza de lista de la coalición PP+Cs. Iturgaiz ocuparía el primer puesto por Vizcaya y Luis Gordillo, líder de Cs en Euskadi, se integraría en las listas ocupando el segundo puesto por la misma circunscripción. Por su parte, Alfonso Alonso anunció su dimisión como presidente del PP vasco y su retirada de la política.

### Lemas de campaña[36]
- EAJ-PNV: Euskadi Zutik ('Euskadi en pie') y ¡Saldremos!.
- EH Bildu: Erantzun berrien garaia da ('Tiempo de nuevas respuestas') y Egiteko prest ('Preparados para hacerlo').
- Elkarrekin Podemos: Gobernatzeko prest ('Preparados para gobernar').
- PSE-EE: Soluciones - Erantzunak.
- PP+Cs: Etorkizunerako Plana ('Un plan para el futuro').
- Equo Berdeak: Votemos distinto, salgamos mejores.
- Vox: Habla por ti.

## Encuestas
| Encuestadora/Medio          | Fecha          | Muestra | Part. |                |            |            |            |           |            |         |            |         | Dif. |       |       |         |   |      |
| --------------------------- | -------------- | ------- | ----- | -------------- | ---------- | ---------- | ---------- | --------- | ---------- | ------- | ---------- | ------- | ---- | ----- | ----- | ------- | - | ---- |
| Encuestadora/Medio          | Fecha          | Muestra | Part. | SYM Consulting | 17-20 Jun  | 2 024      | 61,7       | 38,7 30   | 22,6 17-18 | 9,7 8-9 | 14,9 11-12 | 9,3 6-7 | Dif. | [ d ] | [ d ] | 2,1 0-1 | – | 16,1 |
| CIS                         | 10-19 Jun      | 3 354   | ?     | 40,8 31-34     | 19,0 16-18 | 14,9 11-12 | 15,2 11-13 | 5,9 3-6   | [ d ]      | [ d ]   | 1,0 0      | –       | 21,8 |       |       |         |   |      |
| Celeste-Tel/eldiario.es     | 10-19 Jun      | 1 200   | 58,4  | 39,2 28-30     | 23,0 18-19 | 10,9 8     | 14,7 11-12 | 8,9 7-9   | [ d ]      | [ d ]   | 1,1 0      | 1,0 0   | 16,2 |       |       |         |   |      |
| Sociómetro/Gobierno Vasco   | 11 Jun         | ?       | 60    | 41,0 31        | 23,4 20    | 11,4 8     | 14,2 11    | 7,0 6     | [ d ]      | [ d ]   | –          | –       | 17,6 |       |       |         |   |      |
| NC Report/La Razón          | 25-30 May      | 1 000   | ?     | 38,1 29-30     | 22,9 18-19 | 10,1 7-8   | 13,3 10-11 | 10,8 8-9  | [ d ]      | [ d ]   | 2,6 0-1    | –       | 15,2 |       |       |         |   |      |
| GAD3/ABC                    | 26-29 May      | 805     | ?     | 40,4 30-31     | 22,2 18    | 10,9 8-9   | 12,4 10    | 9,4 7-9   | [ d ]      | [ d ]   | –          | –       | 18,2 |       |       |         |   |      |
| Gizaker/EiTB                | 21-23 May      | 1 200   | 60,2  | 41,0 31        | 23,4 19    | 11,4 8     | 14,2 12    | 7,0 5     | [ d ]      | [ d ]   | 1,7 0      | –       | 17,6 |       |       |         |   |      |
| electoPanel/electomania.es  | 17 May         | ?       | ?     | 39,5 30        | 22,8 17    | 10,6 9     | 14,1 11    | 8,7 7     | [ d ]      | [ d ]   | –          | –       | 16,7 |       |       |         |   |      |
| GAD3/ABC                    | 6 Mar          | 800     | ?     | 39,9 30-31     | 22,6 18-19 | 9,7 7      | 13,9 10-12 | 8,6 7     | [ d ]      | [ d ]   | 2,9 1      | –       | 17,3 |       |       |         |   |      |
| Ikertalde/GPS               | 6 Mar          | 1 750   | ?     | 39,2 29        | 22,9 19    | 11,4 8     | 15,1 12    | 7,9 7     | [ d ]      | [ d ]   | 1,8 0      | –       | 16,3 |       |       |         |   |      |
| Gizaker/EiTB                | 3 Mar          | 1 200   | ?     | 40,7 31        | 23,2 18-19 | 10,6 7-9   | 14,5 11-13 | 7,3 5-6   | [ d ]      | [ d ]   | 1,9 0-1    | –       | 17,5 |       |       |         |   |      |
| NC Report/La Razón          | 2 Mar          | ?       | ?     | 36,9 26-27     | 22,8 18-19 | 11,1 8-9   | 13,7 11-12 | 11,7 9-10 | [ d ]      | [ d ]   | 1,3 0      | –       | 14,1 |       |       |         |   |      |
| Sigma Dos/Antena 3          | 1 Mar          | ?       | ?     | 41,9 32-34     | 23,1 18-21 | 10,3 6-8   | 14,8 10-11 | 7,5 4-5   | [ d ]      | [ d ]   | 1,2 0      | –       | 18,8 |       |       |         |   |      |
| SocioMétrica/El Español     | 26–28 Feb      | 900     | ?     | 37,3 27        | 22,2 18    | 12,0 10    | 14,1 12    | 9,3 7     | [ d ]      | [ d ]   | 3,1 1      | –       | 15,1 |       |       |         |   |      |
| KeyData/Público             | 26 Feb         | ?       | 61,9  | 40,2 31        | 22,5 19    | 11,0 8     | 14,5 12    | 7,0 5     | [ d ]      | [ d ]   | 2,2 0      | –       | 17,7 |       |       |         |   |      |
| electoPanel/electomania.es  | 22 Feb         | ?       | ?     | 38,1 28        | 23,7 19    | 10,8 8     | 15,3 13    | 8,0 7     | [ d ]      | [ d ]   | 2,2 0      | –       | 14,4 |       |       |         |   |      |
| electoPanel/electomania.es  | 10–12 Feb      | ?       | ?     | 37,7 28        | 23,8 19    | 10,9 8     | 15,2 13    | 8,5 7     | [ d ]      | [ d ]   | 1,6 0      | –       | 13,9 |       |       |         |   |      |
| electoPanel/electomania.es  | 10–12 Feb      | ?       | ?     | 37,7 29        | 23,8 20    | 10,9 9     | 14,9 12    | –         | 7,1 5      | 1,3 0   | 2,0 0      | –       | 13,9 |       |       |         |   |      |
| GAD3/ABC                    | 6–12 Feb       | 904     | ?     | 40,5 31-32     | 22,4 18-19 | 10,9 7-9   | 12,3 10    | –         | 7,9 7      | 0,8 0   | 2,1 0      | –       | 18,1 |       |       |         |   |      |
| Gizaker/EiTB                | 31 Ene–4 Feb   | 1 200   | 69,2  | 40,9 31-32     | 22,6 17-19 | 11,2 8-9   | 14,4 11-12 | –         | 7,2 5-6    | 0,7 0   | 2,1 0      | –       | 18,3 |       |       |         |   |      |
| electoPanel/electomania.es  | 26–30 Ene 2020 | ?       | ?     | 38,6 30        | 23,4 20    | 10,5 8     | 14,7 12    | –         | 7,0 5      | 2,1 0   | 1,5 0      | –       | 15,2 |       |       |         |   |      |
| 2019                        |                |         |       |                |            |            |            |           |            |         |            |         |      |       |       |         |   |      |
| Generales noviembre 2019    | 10 Nov         | –       | 66,4  | 32,0 24        | 18,7 15    | 15,4 12    | 19,2 16    | –         | 8,8 7      | 1,1 0   | 2,4 1      | [ e ]   | 12,8 |       |       |         |   |      |
| Ikertalde/GPS               | 1–9 Oct        | 2 170   | 62,9  | 39,7 30        | 21,7 17    | 11,5 9     | 14,8 12    | –         | 7,9 7      | 1,2 0   | 1,3 0      | [ f ]   | 18,0 |       |       |         |   |      |
| electoPanel/electomania.es  | 13 Ago         | ?       | ?     | 38,9 30        | 23,3 20    | 10,1 8     | 14,9 12    | –         | 6,4 5      | 2,5 0   | 1,7 0      | [ f ]   | 15,6 |       |       |         |   |      |
| electoPanel/electomania.es  | 10 Jul         | ?       | ?     | 39,9 32        | 22,8 20    | 9,4 6      | 16,5 13    | –         | 6,3 4      | 1,9 0   | 1,3 0      | [ f ]   | 17,1 |       |       |         |   |      |
| CPS/EHU                     | 28 May–19 Jun  | 1 200   | 65,0  | 39,4 30        | 22,8 19    | 9,6 6      | 18,1 14    | –         | 7,4 6      | 1,0 0   | 0,5 0      | [ f ]   | 16,6 |       |       |         |   |      |
| Juntas Generales 2019       | 26 May         | –       | 65,9  | 38,7 30        | 23,8 19    | 9,9 7      | 17,0 13    | –         | 7,2 6      | 1,3 0   | 0,7 0      | [ f ]   | 14,9 |       |       |         |   |      |
| Europeas 2019               | 26 May         | –       | 62,9  | 33,9 27        | 22,0 19    | 11,1 8     | 19,0 15    | –         | 6,4 5      | 2,7 1   | 1,2 0      | [ g ]   | 11,9 |       |       |         |   |      |
| Generales abril 2019        | 28 Abr         | –       | 71,8  | 31,0 24        | 16,7 13    | 17,6 15    | 19,9 16    | –         | 7,4 6      | 3,2 1   | 2,2 0      | [ h ]   | 12,1 |       |       |         |   |      |
| 2018                        |                |         |       |                |            |            |            |           |            |         |            |         |      |       |       |         |   |      |
| CPS/EHU                     | 15 Oct–9 Nov   | 1 200   | 60,0  | 38,3 31        | 23,1 18    | 10,3 7     | 13,5 11    | –         | 8,2 7      | 3,0 1   | –          | [ f ]   | 15,2 |       |       |         |   |      |
| Ikertalde/GPS               | 8–15 May       | 2 313   | 58,8  | 39,0 30        | 22,5 18    | 12,8 10    | 11,5 9     | –         | 8,9 7      | 2,6 1   | –          | [ f ]   | 16,5 |       |       |         |   |      |
| SyM Consulting              | 7–9 May        | 650     | 62,2  | 38,0 28        | 20,9 15-18 | 14,2 11-12 | 12,5 9-10  | –         | 7,4 6      | 4,3 3-4 | –          | [ f ]   | 17,1 |       |       |         |   |      |
| Ikertalde/GPS               | 26 Feb–5 Mar   | 1 973   | 58,6  | 38,8 30        | 21,9 18    | 12,9 10    | 12,2 9     | –         | 8,6 7      | 3,1 1   | –          | [ f ]   | 16,9 |       |       |         |   |      |
| Gizaker/EiTB                | 22–23 Feb      | 1 200   | 62,7  | 40,7 31        | 22,3 18    | 12,4 10    | 12,0 9     | –         | 8,1 6      | 2,4 1   | –          | [ f ]   | 18,4 |       |       |         |   |      |
| 2017                        |                |         |       |                |            |            |            |           |            |         |            |         |      |       |       |         |   |      |
| Ikertalde/GPS               | 24–30 Oct      | 2 295   | 60,3  | 37,9 29        | 22,5 18    | 12,5 10    | 12,0 9     | –         | 9,8 9      | 2,1 0   | –          | [ f ]   | 15,4 |       |       |         |   |      |
| Gizaker/EiTB                | 2–4 Oct        | 1200    | 60,5  | 39,7 30        | 23,4 19    | 11,6 10    | 12,6 9     | –         | 9,0 7      | 1,6 0   | –          | [ f ]   | 16,3 |       |       |         |   |      |
| CPS/EHU                     | 2 May–2 Jun    | 1 200   | 60,0  | 38,6 29-30     | 20,8 15-17 | 13,9 10-11 | 13,0 9     | –         | 9,2 7/9    | 2,4 1   | –          | [ f ]   | 18,1 |       |       |         |   |      |
| Ikertalde/GPS               | 16–22 May      | 2 268   | 58,6  | 37,8 29        | 21,6 18    | 13,9 10    | 11,7 9     | –         | 9,7 9      | ? 0     | –          | [ f ]   | 16,2 |       |       |         |   |      |
| Gizaker/EiTB                | 22–24 Feb      | 1 200   | 60,4  | 38,2 29        | 21,2 18    | 12,8 9     | 13,4 11    | –         | 9,7 8      | 2,3 0   | –          | [ f ]   | 17,0 |       |       |         |   |      |
| Ikertalde/GPS               | 7–12 Feb       | 2 268   | 58,2  | 38,2 29        | 21,6 18    | 13,6 10    | 11,6 9     | –         | 10,0 9     | ? 0     | –          | [ f ]   | 16,6 |       |       |         |   |      |
| 2016                        |                |         |       |                |            |            |            |           |            |         |            |         |      |       |       |         |   |      |
| Elecciones autonómicas 2016 | 25 Sep         | –       | 60,0  | 37,4 28        | 21,1 18    | 14,8 11    | 11,9 9     | –         | 10,1 9     | 2,0 0   | 0,1 0      | [ f ]   | 16,3 |       |       |         |   |      |
|                             |                |         |       |                |            |            |            |           |            |         |            |         |      |       |       |         |   |      |

## Jornada electoral

### Participación
|  | 14,14 % |

|  | 15,40 % |

|  | 36,02 % |

|  | 44,38 % |

|  | 52,86 % |

|  | 60,02 % |

## Resultados
Los resultados completos se detallan a continuación:
| ← Elecciones al Parlamento Vasco de 2020 → | ← Elecciones al Parlamento Vasco de 2020 →                   | ← Elecciones al Parlamento Vasco de 2020 → | ← Elecciones al Parlamento Vasco de 2020 → | ← Elecciones al Parlamento Vasco de 2020 → | ← Elecciones al Parlamento Vasco de 2020 → | ← Elecciones al Parlamento Vasco de 2020 → | ← Elecciones al Parlamento Vasco de 2020 → |
| Candidatura                                | Candidatura                                                  | Sufragios                                  | Sufragios                                  | Sufragios                                  | Sufragios                                  | Escaños                                    | Escaños                                    |
| Candidatura                                | Candidatura                                                  | Votos                                      | %                                          | ± votos                                    | ± pp                                       | Dip.                                       |                                            |
| ------------------------------------------ | ------------------------------------------------------------ | ------------------------------------------ | ------------------------------------------ | ------------------------------------------ | ------------------------------------------ | ------------------------------------------ | ------------------------------------------ |
|                                            | Partido Nacionalista Vasco (EAJ-PNV)                         | 349 960                                    | 39,06                                      | −48 208                                    | +1,53                                      | 31                                         | 3                                          |
|                                            | Euskal Herria Bildu (EH Bildu)                               | 249 580                                    | 27,86                                      | +24 408                                    | +6,58                                      | 21                                         | 3                                          |
|                                            | Partido Socialista de Euskadi-Euskadiko Ezkerra (PSE-EE)     | 122 248                                    | 13,64                                      | −4172                                      | +1,71                                      | 10                                         | 1                                          |
|                                            | Elkarrekin Podemos-IU (Podemos-Ezker Anitza)                 | 72 113                                     | 8,05                                       | −85 221                                    | −6,82                                      | 6                                          | 4                                          |
|                                            | Partido Popular + Ciudadanos (PP+Cs)                         | 60 650                                     | 6,77                                       | −68 598                                    | −5,44                                      | 6                                          | 3                                          |
|                                            | Vox (Vox)                                                    | 17 569                                     | 1,96                                       | +16 798                                    | +1,89                                      | 1                                          | 1                                          |
|                                            |                                                              |                                            |                                            |                                            |                                            |                                            |                                            |
|                                            | Equo Berdeak (EQUO)                                          | 11 718                                     | 1,30                                       | n/a                                        | n/a                                        | 0                                          | 1                                          |
|                                            | Partido Animalista Contra el Maltrato Animal (PACMA/ATTKAA)  | 4895                                       | 0,54                                       | −3694                                      | −0,27                                      | 0                                          | 0                                          |
|                                            | Escaños en Blanco/Aulki Zuriak (EB/AZ)                       | 2465                                       | 0,27                                       | +1177                                      | +0,15                                      | 0                                          | 0                                          |
|                                            | Recortes Cero-Los Verdes-Solidaria (R0-LV-S)                 | 1304                                       | 0,14                                       | −1443                                      | −0,12                                      | 0                                          | 0                                          |
|                                            | Por Un Mundo Más Justo (PUM+J)                               | 1103                                       | 0,12                                       | Nuevo                                      | Nuevo                                      | 0                                          | 0                                          |
|                                            | Libres por Euskadi (LxE)                                     | 699                                        | 0,07                                       | Nuevo                                      | Nuevo                                      | 0                                          | 0                                          |
|                                            | Partido Comunista de los Trabajadores de Euskadi (PCTE/ELAK) | 549                                        | 0,06                                       | Nuevo                                      | Nuevo                                      | 0                                          | 0                                          |
|                                            | Liga Foralista Foruzaleak (LFF)                              | 309                                        | 0,03                                       | Nuevo                                      | Nuevo                                      | 0                                          | 0                                          |
|                                            | Partido Humanista (PH)                                       | 279                                        | 0,03                                       | −72                                        | ±0,00                                      | 0                                          | 0                                          |
|                                            | Partido Libertario (P-LIB)                                   | 176                                        | 0,01                                       | Nuevo                                      | Nuevo                                      | 0                                          | 0                                          |
|                                            | Unión Cristiano-Demócrata Española (UCDE)                    | 121                                        | 0,01                                       | Nuevo                                      | Nuevo                                      | 0                                          | 0                                          |
|                                            | Ongi Etorri (OE)                                             | 64                                         | 0,00                                       | −310                                       | −0,03                                      | 0                                          | 0                                          |
| Votos en blanco                            | Votos en blanco                                              | 8540                                       | 0,94                                       | +1859                                      | +0,31                                      | n/a                                        | n/a                                        |
| Votos válidos                              | Votos válidos                                                | 904 342                                    | 99,26                                      | −161 343                                   | −0,30                                      | 75                                         | 75                                         |
| Votos nulos                                | Votos nulos                                                  | 6747                                       | 0,74                                       | +2085                                      | +0,30                                      | n/a                                        | n/a                                        |
| Votantes                                   | Votantes                                                     | 911 089                                    | 50,78                                      | Participación: · \| \| 50,78 % \| 9,24%    | Participación: · \| \| 50,78 % \| 9,24%    | Participación: · \| \| 50,78 % \| 9,24%    | Participación: · \| \| 50,78 % \| 9,24%    |
| Abstención                                 | Abstención                                                   | 809 990                                    | 49,22                                      | Participación: · \| \| 50,78 % \| 9,24%    | Participación: · \| \| 50,78 % \| 9,24%    | Participación: · \| \| 50,78 % \| 9,24%    | Participación: · \| \| 50,78 % \| 9,24%    |
| Electores                                  | Electores                                                    | 1 794 316                                  | n/a                                        | Participación: · \| \| 50,78 % \| 9,24%    | Participación: · \| \| 50,78 % \| 9,24%    | Participación: · \| \| 50,78 % \| 9,24%    | Participación: · \| \| 50,78 % \| 9,24%    |
|                                            | 50,78 %                                                      |                                            |                                            |                                            |                                            |                                            |                                            |

### Resultados por territorios históricos
| Candidatura | Candidatura | País Vasco | País Vasco | País Vasco | País Vasco  |        | Álava  | Álava | Álava       | Álava   | Guipúzcoa | Guipúzcoa | Guipúzcoa   | Guipúzcoa | Vizcaya | Vizcaya | Vizcaya     | Vizcaya |
| Candidatura | Candidatura | Votos      | %          | Esc.       | Crecimiento | Votos  | %      | Esc.  | Crecimiento | Votos   | %         | Esc.      | Crecimiento | Votos     | %       | Esc.    | Crecimiento |         |
| ----------- | ----------- | ---------- | ---------- | ---------- | ----------- | ------ | ------ | ----- | ----------- | ------- | --------- | --------- | ----------- | --------- | ------- | ------- | ----------- | ------- |
|             | EAJ-PNV     | 349.960    | 39,06%     | 31         | 3           | 40.067 | 32,21% | 9     | 1           | 109.554 | 36,42%    | 10        | 1           | 200.339   | 42,56%  | 12      | 1           |         |
|             | EH Bildu    | 249.580    | 27,86%     | 21         | 3           | 30.934 | 24,86% | 6     | 1           | 106.027 | 35,24%    | 9         | 1           | 112.619   | 23,93%  | 6       | 1           |         |
|             | PSE-EE      | 122.248    | 13,64%     | 10         | 1           | 19.452 | 15,63% | 4     | 1           | 38.795  | 12,89%    | 3         | Sin cambios | 64.001    | 13,59%  | 3       | Sin cambios |         |
|             | EP-IU       | 72.113     | 8,05%      | 6          | 5           | 10.092 | 8,11%  | 2     | 2           | 21.568  | 7,17%     | 2         | 1           | 40.453    | 8,59%   | 2       | 2           |         |
|             | PP+Cs       | 60.650     | 6,77%      | 6          | 3           | 14.316 | 11,50% | 3     | 2           | 14.986  | 4,68%     | 1         | 1           | 32.248    | 6,85%   | 2       | Sin cambios |         |
|             | Vox         | 17.569     | 1,96%      | 1          | 1           | 4.734  | 3,8%   | 1     | 1           | 4.020   | 1,33%     | 0         | Sin cambios | 8.815     | 1,87%   | 0       | Sin cambios |         |

## Diputados electos
| Diputados electos al Parlamento Vasco 2020 | | | |
| Candidatura                                | Álava | Guipúzcoa | Vizcaya |
| EAJ-PNV (31 diputados)                     | - Iñigo Urkullu Renteria - Jone Berriozabal Bóveda - José Antonio Suso Pérez De Arenaza - Luis Javier Telleria Orriols - Rakel Molina Pérez - Estíbaliz Larrauri Aranguren - Unai Grajales Rodríguez - Joseba Díez Antxustegi - Laura Pérez Borinaga | - Bakartxo Tejeria Otermin - María Eugenia Arrizabalaga Olaizola - Joseba Egibar Artola - Arantza Tapia Otaegi - Irune Berasaluze Lazkano - Kerman Orbegozo Uribe - Iñaki Agirre Arizmendi - Maialen Gurrutxaga Uranga - Aitor Urrutia Oianguren - Eva Juez Garmendia     | - Leixuri Arrizabalaga Arruza - Josu Erkoreka Gervasio - Iñigo Iturrate Ibarra - Alaitz Zabala Zarate - Maitane Ipiñazar Miranda - Jon Aiartza Zallo - Mikel Arruabarrena Azpitarte - Jon Andoni Atutxa Sainz - Itxaso Berrojalbiz Zabala - Gorka Álvarez Martínez - Irune Zuluaga Zamalloa - Nerea Lupardo Atutxa |
| EH Bildu (21 diputados)                    | - Mikel Otero Gabirondo - Eva Blanco De Angulo (EA) - Josu Estarrona Elizondo (Alternatiba) - María Garde Ramírez - Unai Fernández De Betoño Sáenz De Lacuesta - Itxaso Etxebarria Astondoa                                                          | - Maddalen Iriarte Okiñena - Nerea Kortajarena Ibáñez - Arkaitz Rodríguez Torres (Sortu) - Lore Martínez Axpe (EA) - Ander Rodríguez Lejarza (Alternatiba) - Ibai Iriarte San Vicente - Oihana Etxebarrieta Legrand - Eraitz Sáez De Egilaz Ramos - Rebeka Ubera Aranzeta | - Jasone Agirre Garitaonandia - Iker Casanova Alonso (Sortu) - Pazis García Ortega (LAB) - Leire Pinedo Bustamante (EA) - Julen Arzuaga Gumuzio (Sortu) - Ikoitz Arrese Otegi |
| PSE-EE-PSOE (10 diputados)                 | - Gloria Sánchez Martín - Txarli Prieto San Vicente - María Jesús San José López - Alberto Alonso Martín | - Eneko Andueza Lorenzo - Susana Corcuera Leunda - Ignacio María Arriola López | - Idoia Mendia Cueva - José Antonio Pastor Garrido - Sonia Pérez Ezquerra |
| Elkarrekin Podemos-IU (6 diputados)        | - Gustavo Angulo García (Pod) - Iñigo Martínez Zatón (EA-IU) | - David Soto Rodríguez (Pod) - Jon Hernández Hidalgo (EA-IU) | - Miren Edurne Gorrotxategi Azurmendi (Pod) - Isabel González Rodríguez (Pod) |
| PP+Cs (6 diputados)                        | - Carmelo Barrio Baroja (PP) - Laura Garrido Knörr (PP) - José Manuel Gil Vegas (Cs) | - Muriel Larrea Laso (PP) | - Carlos Iturgaiz Angulo (PP) - Luis Gordillo Pérez (Cs) |
| Vox (1 diputado)                           | - María Amaya Martínez Grisaleña | | |
| Fuente: Gobierno Vasco                     | | | |

### Por provincias
| N.º | Nombre                                      | Lista | Lista    |
| --- | ------------------------------------------- | ----- | -------- |
| 1   | Íñigo Urkullu Rentería                      |       | EAJ-PNV  |
| 2   | Mikel Otero Gabirondo                       |       | EH Bildu |
| 3   | Jone Berriozabal Bóveda                     |       | EAJ-PNV  |
| 4   | Gloria Sánchez Martín                       |       | PSE-EE   |
| 5   | Eva Blanco de Angulo                        |       | EH Bildu |
| 6   | Carmelo Barrio Baroja                       |       | PP+Cs    |
| 7   | José Antonio Suso Pérez de Arenaza          |       | EAJ-PNV  |
| 8   | Josu Estarrona Elizondo                     |       | EH Bildu |
| 9   | Gustavo Angulo García                       |       | EP-IU    |
| 10  | Luis Javier Tellería Orriols                |       | EAJ-PNV  |
| 11  | Txarli Prieto San Vicente                   |       | PSE-EE   |
| 12  | Rakel Molina Pérez                          |       | EAJ-PNV  |
| 13  | María Garde Ramírez                         |       | EH Bildu |
| 14  | Laura Garrido Knörr                         |       | PP+Cs    |
| 15  | Estíbaliz Larrauri Aranguren                |       | EAJ-PNV  |
| 16  | María Jesús Carmen San José López           |       | PSE-EE   |
| 17  | Unai Fernández de Betoño Sáenz de la Cuesta |       | EH Bildu |
| 18  | Unai Grajales Rodríguez                     |       | EAJ-PNV  |
| 19  | Miren Itxaso Etxebarría Astondoa            |       | EH Bildu |
| 20  | Íñigo Martínez Zatón                        |       | EP-IU    |
| 21  | Joseba Díez Antxustegi                      |       | EAJ-PNV  |
| 22  | Alberto Alonso Martín                       |       | PSE-EE   |
| 23  | José Manuel Gil Vegas                       |       | PP+Cs    |
| 24  | María Amaya Martínez Grisaleña              |       | Vox      |
| 25  | Laura Pérez Borinaga                        |       | EAJ-PNV  |

| N.º | Nombre                               | Lista | Lista    |
| --- | ------------------------------------ | ----- | -------- |
| 1   | Leixuri Arrizabalaga Arruza          |       | EAJ-PNV  |
| 2   | Jasone Agirre Garitaonandia          |       | EH Bildu |
| 3   | Josu Erkoreka Gervasio               |       | EAJ-PNV  |
| 4   | Iñigo de Iturrate Ibarra             |       | EAJ-PNV  |
| 5   | Idoia Mendia Cueva                   |       | PSE-EE   |
| 6   | Iker Casanova Alonso                 |       | EH Bildu |
| 7   | Alaitz Zabala Zarate                 |       | EAJ-PNV  |
| 8   | Miren Edurne Gorrochategui Azurmendi |       | EP-IU    |
| 9   | Maitane Ipiñazar Miranda             |       | EAJ-PNV  |
| 10  | María Paz García Ortega              |       | EH Bildu |
| 11  | Jon Aiartza Zallo                    |       | EAJ-PNV  |
| 12  | Carlos José Iturgaiz Angulo          |       | PP+Cs    |
| 13  | José Antonio Pastor Garrido          |       | PSE-EE   |
| 14  | Mikel Arruabarrena Azpitarte         |       | EAJ-PNV  |
| 15  | Leire Pinedo Bustamante              |       | EH Bildu |
| 16  | Jon Andoni Atutxa Sainz              |       | EAJ-PNV  |
| 17  | Julen Arzuaga Gumuzio                |       | EH Bildu |
| 18  | Itxaso Berrojalbiz Zabala            |       | EAJ-PNV  |
| 19  | Sonia Pérez Ezquerra                 |       | PSE-EE   |
| 20  | Isabel González Rodríguez            |       | EP-IU    |
| 21  | Gorka Álvarez Martínez               |       | EAJ-PNV  |
| 22  | Ikoitz Arrese Otegi                  |       | EH Bildu |
| 23  | Irune Zuluaga Zamalloa               |       | EAJ-PNV  |
| 24  | Nerea Lupardo Atutxa                 |       | EAJ-PNV  |
| 25  | Luis Gordillo Pérez                  |       | PP+Cs    |

| N.º | Nombre                              | Lista | Lista    |
| --- | ----------------------------------- | ----- | -------- |
| 1   | Bakartxo Tejeria Otermin            |       | EAJ-PNV  |
| 2   | Maddalen Iriarte Okiñena            |       | EH Bildu |
| 3   | María Eugenia Arrizabalaga Olaizola |       | EAJ-PNV  |
| 4   | Nerea Kortajarena Ibáñez            |       | EH Bildu |
| 5   | Eneko Andueza Lorenzo               |       | PSE-EE   |
| 6   | Joseba Egibar Artola                |       | EAJ-PNV  |
| 7   | Arkaitz Rodríguez Torres            |       | EH Bildu |
| 8   | Arantza Tapia Otaegi                |       | EAJ-PNV  |
| 9   | Lore Martínez Axpe                  |       | EH Bildu |
| 10  | Irune Berasaluze Lazkano            |       | EAJ-PNV  |
| 11  | David Soto Rodríguez                |       | EP-IU    |
| 12  | Ander Rodríguez Lejarza             |       | EH Bildu |
| 13  | Susana Corcuera Leunda              |       | PSE-EE   |
| 14  | Kerman Orbegozo Uribe               |       | EAJ-PNV  |
| 15  | Ibai Iriarte San Vicente            |       | EH Bildu |
| 16  | Iñaki Agirre Arizmendi              |       | EAJ-PNV  |
| 17  | Oihana Etxebarrieta Legrand         |       | EH Bildu |
| 18  | Muriel Larrea Laso                  |       | PP+Cs    |
| 19  | Maialen Gurrutxaga Uranga           |       | EAJ-PNV  |
| 20  | Eraitz Sáez De Egilaz Ramos         |       | EH Bildu |
| 21  | Ignacio María Arriola López         |       | PSE-EE   |
| 22  | Aitor Urrutia Oianguren             |       | EAJ-PNV  |
| 23  | Rebeka Ubera Aranzeta               |       | EH Bildu |
| 24  | Eva Juez Garmendia                  |       | EAJ-PNV  |
| 25  | Jon Hernández Hidalgo               |       | EP-IU    |

## Investidura del lendakari
El 3 de septiembre de 2020, Iñigo Urkullu fue investido lendakari en primera votación y por mayoría absoluta, con el apoyo de los parlamentarios del PNV y PSE-EE.
| Fecha                                                       | Voto                          |    |    |    |   |   |   | Total |
| ----------------------------------------------------------- | ----------------------------- | -- | -- | -- | - | - | - | ----- |
| 3 de septiembre de 2020 Mayoría requerida: Absoluta (38/75) | Iñigo Urkullu (Independiente) | 30 |    | 10 |   |   |   | 40/75 |
| 3 de septiembre de 2020 Mayoría requerida: Absoluta (38/75) | Maddalen Iriarte (EH Bildu)   |    | 21 |    |   |   |   | 21/75 |
| 3 de septiembre de 2020 Mayoría requerida: Absoluta (38/75) | Abstención                    |    |    |    | 6 | 6 | 1 | 13/75 |
| 3 de septiembre de 2020 Mayoría requerida: Absoluta (38/75) | Ausentes                      | 1  |    |    |   |   |   | 1/75  |